# Adachi-gun (Fukushima)

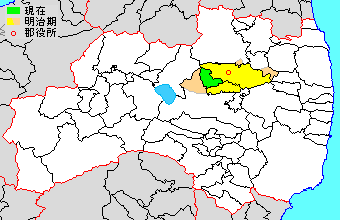
Meiji-Zeitliche Ausdehnung von Adachi (Flächenfarben) in Fukushima (weiß) mit Gemeindegrenzen des 21. Jahrhunderts (schwarz), heute verbliebener Rest grün

Adachi (japanisch 安達郡 Adachi-gun, historische Lesung Adachi no kōri) ist ein Kreis (-gun/kōri) der modernen japanischen Präfektur (-ken) Fukushima und der antiken Provinz Mutsu bzw. seit deren Teilung im Boshin-Krieg Iwashiro. Er liegt im Norden der Region Nakadōri. Seit 2007 besteht Adachi nur noch aus einer einzigen Gemeinde, dem Dorf (-mura) Ōtama. Damit hat der Kreis 8932 Einwohner (Stand: 1. März 2021) und eine Fläche von 79,44 km² (Stand: 1. Januar 2023).
In der Edo-Zeit gehörte der Kreis zum Fürstentum (-han) Nihonmatsu. Bei der Abschaffung der Han und der folgenden ersten Konsolidierungswelle der Präfekturen 1871/72 wurde er damit zunächst Teil der kurzlebigen Präfektur (-ken) Nihonmatsu, dann von Fukushima. Bei der Einführung der heutigen Gemeindeformen 1889 wurde er in 28 Gemeinden unterteilt: zwei Städte (-machi) und 26 Dörfer. Nach der Großen Shōwa-Gebietsreform der 1950er Jahre waren 1960 noch sechs Gemeinden übrig. Auf seinen heutigen Umfang wurde Adachi in der Großen Heisei-Gebietsreform der 2000er Jahre reduziert. Sein ursprüngliches Gebiet umfasste die heutigen kreisfreien Städte (-shi) Nihonmatsu und Motomiya, Teile von Kōriyama und Fukushima sowie einen 1955 dorthin eingemeindeten Teil von Kawamata-machi im Date-gun.